# Microregione di Cianorte
Cianorte è una microregione del Paraná in Brasile, appartenente alla mesoregione di Noroeste Paranaense.

## Comuni
È suddivisa in 11 comuni:
- Cianorte
- Cidade Gaúcha
- Guaporema
- Indianópolis
- Japurá
- Jussara
- Rondon
- São Manoel do Paraná
- São Tomé
- Tapejara
- Tuneiras do Oeste